# 岩内線
岩内線（いわないせん）は、かつて日本国有鉄道（国鉄）が運営していた鉄道路線（地方交通線）である。北海道岩内郡共和町の小沢駅で函館本線から分岐し、同郡岩内町の岩内駅までを結んでいた。1980年（昭和55年）の日本国有鉄道経営再建促進特別措置法（国鉄再建法）施行を受けて第1次特定地方交通線に指定され、1985年（昭和60年）7月1日に廃止された。

## 路線データ
- 管轄：日本国有鉄道
- 区間（営業キロ）：小沢 - 岩内 14.9 km
- 駅数：6（起点駅を含む）
- 軌間：1,067 mm
- 複線区間：なし（全線単線）
- 電化方式：なし（全線非電化）
- 閉塞方式：タブレット閉塞式
  - 交換可能駅：なし（全線1閉塞）

## 歴史
岩内線は、岩内と函館本線を接続する目的で、軽便鉄道法を準用して建設され、岩内軽便線（いわないけいべんせん）として1912年（大正元年）に全線が開業した。岩内はニシン漁で栄えた日本海に面した良港で、岩内線沿線にも茅沼炭鉱や、銅を産出する国富鉱山があり、海産物や石炭、鉱石の輸送で活況を呈した。しかし、ニシン漁の衰退や炭鉱、鉱山の閉山、バスやトラックの発達と道路整備により、岩内線の輸送量は客貨ともに減少し、1968年（昭和43年）には赤字83線の一つとして廃止対象とされるまでに至った。
1980年（昭和55年）に国鉄再建法が成立すると第1次特定地方交通線に指定され、1985年（昭和60年）7月1日に廃止、バス路線へ転換された。
岩内線から、札幌方面に直通する準急・急行列車「らいでん」も運行されていた（ニセコライナーを参照）。

### 前史（岩内馬車鉄道）
- 1905年（明治38年）7月：小沢 - 岩内間に岩内馬車鉄道開通。北海道鉄道（初代、現在の函館本線）との連絡運輸を行う[3]。
- 1909年（明治42年）5月：政府に鉄道敷設の請願を行うため、岩内鉄道期成同盟会を発足[4]。
- 1910年（明治43年）7月10日：鉄道院より岩内町に対し、敷設条件として土地提供の通牒発布[4]。
- 1912年（明治45年）5月11日：岩内馬車鉄道営業廃止。

### 岩内軽便線→岩内線
- 1912年（大正元年）11月1日：小沢 - 岩内間 (14.9 km) を岩内軽便線として開業[5]。前田駅・岩内駅を新設[6]。
- 1913年（大正2年）9月21日：国富駅を新設[6]。
- 1919年（大正8年）12月5日：幌似駅を新設[6]。
- 1922年（大正11年）9月2日：岩内線に改称[5][7]。
- 1949年（昭和24年）6月1日：日本国有鉄道法施行に伴い、日本国有鉄道（国鉄）に移管。
- 1953年（昭和28年）8月1日：岩内 - 黒松内間を建設予定線に編入[8][9]。
- 1957年（昭和32年）4月3日：岩内 - 黒松内間が調査線となる[9]。
- 1963年（昭和38年）10月1日：西前田駅を新設[6]。
- 1964年（昭和39年）6月25日：岩内 - 黒松内間を工事線に格上げ[8][9]。
- 1969年（昭和44年）10月1日：岩内駅にて地元主催の岩内線（岩内 - 黒松内間）着工式を実施[8]。
- 1972年（昭和47年）10月24日：岩内線（岩内 - 黒松内間）が着工（工事実施計画）認可され[10]、同年11月3日に日本鉄道建設公団主催により起工式が行われるが[11][5]、岩内駅付近の用地買収を行っただけで[9]、その後計画中止。
- 1973年（昭和48年）10月：蒸気機関車の運転を廃止[12]。
- 1981年（昭和56年）9月18日：第1次特定地方交通線として廃止承認。
- 1984年（昭和59年）2月1日：全線 (14.9 km) の貨物営業を廃止[13]。
- 1985年（昭和60年）7月1日：全線廃止 (14.9 km)[13][14]。ニセコバスに転換[13][15]。

## 駅一覧
所在地は廃止時点のもの。全駅北海道に所在。
| 駅名     | 駅間キロ | 営業キロ | 接続路線               | 所在地       | 所在地 |
| -------- | -------- | -------- | ---------------------- | ------------ | ------ |
| 小沢駅   | -        | 0.0      | 日本国有鉄道：函館本線 | 岩内郡共和町 |        |
| 国富駅   | 2.5      | 2.5      |                        | 岩内郡共和町 |        |
| 幌似駅   | 3.5      | 6.0      |                        | 岩内郡共和町 |        |
| 前田駅   | 3.0      | 9.0      |                        | 岩内郡共和町 |        |
| 西前田駅 | 3.1      | 12.1     |                        | 岩内郡共和町 |        |
| 岩内駅   | 2.8      | 14.9     |                        | 岩内郡岩内町 |        |

## 廃線跡
幌似駅と国富駅のホームが現存している。国富 - 岩内間のほとんどの区間が道路に転用された。

## 未成区間（黒松内 - 岩内）
もともとこの路線は瀬棚 - 寿都 - 岩内 - 然別間の鉄道敷設運動の結果、一部区間が承認されて建設された路線である。また、太平洋戦争後、函館本線の急勾配、急曲線を緩和するバイパスルートとして「後志國黒松内ヨリ岩内附近ニ至ル鐵道」（改正鉄道敷設法別表第130号ノ2。1953年（昭和28年）8月1日に公布・施行された「鉄道敷設法等の一部を改正する法律」（昭和28年法律第147号）によって追記）が計画された。
1957年（昭和32年）4月3日に調査線、1964年（昭和39年）6月25日に工事線となり、黒松内 - 湯別間では1968年（昭和43年）まで営業していた寿都鉄道の路盤跡を転用することも内定し、1965年（昭和40年）から現地測量設計も進んでいた。1969年（昭和44年）10月1日には地元主催の着工式が行われた。
岩内線が全通すると、函館 ‐ 札幌間は函館本線経由より10 km短縮、室蘭本線・千歳線経由より44 km短縮されるとした。 日本鉄道建設公団としては、時速100 km以上のスピードを出せる最新式の施設にする予定としていた。最急勾配は10‰、最小曲線半径は800m。橋梁は122カ所3916ｍ、トンネルは16カ所12133ｍ。総事業費は103億円を予定していた。
1972年（昭和47年）10月24日に着工（工事実施計画）が認可され、完成までに10年の工期と約100億円の工事費が必要とした。
着工認可直後の1972年10月25日、岩内町など沿線8町村が事前に開業後の赤字全額を地元で負担するとの“一札”を国鉄、日本鉄道建設公団に提出していたことが明らかとなった。国鉄の赤字を地方自治体が助成するとしたのは初めてのことで、運輸省は“一札”を事実上の確約書と受け取り、地元の約束履行を条件とし、国鉄の赤字がかさんでいることもあり、地元の熱意を汲んで新線着工を認めた。
“一札”の背景として、全通後は観光客の入り込みが予想されるものの、過疎化が著しい町村であるため、開業後は赤字が確実で、運輸省は工事実施計画の認可を渋っていたため、沿線8町村で結成する岩内線建設促進期成会は「新線の開業後、国鉄の営業収支が損失を生じたときは、その全額を関係町村で負担するので、すみやかに工事実施計画を認めるよう」との文書を国鉄、日本鉄道建設公団あてに1972年9月末に提出していた。
一方、自治省では異例のことだと問題視した。国鉄に対する地方自治体の補助は認められないとの見解を打ち出し、地方財政再建促進特別措置法により、地方団体が国、国鉄、公社、日本鉄道建設公団に対して寄付金や法律、政令に基づかない負担金を支出してはならないことを根拠とした。国鉄への助成を許せば他線区にも波及しかねず、事実ならば違法行為なので、やめさせる意向とした。
その後、自治省は北海道に事実関係を調べるよう求めた。新線着工を認可した運輸大臣の佐々木秀世は「地元の約束があったから認めた。今後、各町村がそれぞれの議会で正式に決めるものと確信している。もし約束が守られなければ工事命令を出さないこともあり得る」と自治省と対立した見解を示した。岩内線建設促進期成会は「“一札”そのものは期成会役員の名前で出しているが、期成会は地方自治体と異なる任意団体であり、地方財政再建促進特別措置法に抵触するとは考えない。実際の赤字負担をどうするかについては、同線の完成がかなり先のことであり、その時点で法律に触れないように考えればよい」とした。
北海道は自治省の指示に基づき岩内線建設促進期成会から事情を聞き、期成会では「陳情の経過からみて、地元で赤字負担をしなければ新線建設はダメだと判断した」「赤字負担は期成会が約束したもので、町村が約束したわけではないから、直ちに法律違反になるとは思わなかった」「函館本線が新線を回るようになれば、赤字になるかどうか分からない」など赤字負担を約束した事情を説明した。これに基づき、道では「赤字負担を約束したことは、将来違法な結果を招かざるを得ないので不適当である」との基本的態度を決めながらも、実際に新線が建設され、沿線町村が赤字を負担するようになるのは10年ほど先の問題であり、この間に閑散線問題が解決すれば違法性がなくなる可能性もあるとして、閑散線問題の解決を急ぐことが先決であるとの意見も合わせて、自治省に回答した。
1972年11月3日に日本鉄道建設公団主催の起工式が行われたが、全区間の調査設計と岩内駅付近など一部の用地買収が行われたのみで、後に工事は中止された。
未成区間の延長は43.915 kmで、雷電海岸や寿都鉄道の廃線跡を経由するとともに、第3雷電トンネル (5232 m)、第2雷電トンネル (580 m)、刀掛トンネル (3160 m)、尻別トンネル (605 m) 、第2種前トンネル（560 m）などの長大トンネルも計画されていた。
計画されていた駅
岩内駅 - 敷島内駅 - 雷電駅 - 港町駅 - 磯谷駅 - 美谷駅 - 歌棄駅 - 湯別駅 - 中の川駅 - 黒松内駅
- 岩内 - 湯別間は日本海沿いを通る計画で、磯谷駅、歌棄駅は内陸を通る函館本線の目名駅（旧・磯谷駅）、熱郛駅（旧・歌棄駅）とは別位置。

### 並行道路
- 北海道道266号大成黒松内停車場線
  - 北海道寿都郡黒松内町字黒松内（JR北海道黒松内駅） - 北海道寿都郡黒松内町黒松内（北海道道266号大成黒松内停車場線交点）間
- 北海道道523号美川黒松内線
  - 北海道寿都郡黒松内町黒松内（北海道道266号大成黒松内停車場線交点） - 北海道島牧郡島牧村美川（国道229号交点）間
- 国道229号
  - 北海道島牧郡島牧村美川（北海道道523号美川黒松内線） - 国道276号・北海道道270号岩内港線：岩内郡岩内町大浜（壁坂交点）間